# Fredrika Petersson
Fredrika Ida Petersson (4 de agosto de 1993) es una deportista sueca que compite en lucha libre. Ganó dos medallas de bronce en el Campeonato Europeo de Lucha, en los años 2014 y 2017, ambas en la categoría de 48 kg.

## Palmarés internacional
| Campeonato Europeo | Campeonato Europeo | Campeonato Europeo | Campeonato Europeo |
| Año                | Lugar              | Medalla            | Categoría          |
| ------------------ | ------------------ | ------------------ | ------------------ |
| 2014               | Vantaa (Finlandia) | Medalla de bronce  | 48 kg              |
| 2017               | Novi Sad (Serbia)  | Medalla de bronce  | 48 kg              |